# Касаи
Каса́и (порт. Rio Cassai, фр. Kasaï; в низовье Ква) — река в Центральной Африке, левый приток Конго. Длина — 2153 км, площадь бассейна 880 200 км² на северо-востоке Анголы и юго-западе Демократической Республики Конго. Судоходна на 820 км от устья.

## Гидрография
Истоки реки расположены, согласно одним источникам, на севере плато Лунда на высотах от 1000 до 1500 м над уровнем моря, по другим — на плато Бие (плато). Река постепенно спускается во впадину Конго. Около 400 км в верховьях река течёт на восток, затем поворачивает на север и течёт в этом направлении более 480 км, образуя естественную границу между Анголой и Демократической Республикой Конго. На этом отрезке течения русло проходит по глубоким долинам на высотах 600—900 м над уровнем моря, на ней расположены несколько крупных порогов и водопадов. Большинство таких участков располагаются выше города Чикапа. В низовьях (от 300 м выше уровня моря) Касаи протекает по заболоченной местности в экваториальных лесах. Ниже места впадения реки Кванго находится озеро Виссман, ниже которого в Касаи в свою очередь впадает река Фими-Лукение. Ниже слияния с Фими река известна как Ква. Впадает в Конго недалеко от Киншасы, в 200 км выше озера Малебо.
В основном течении на значительных участках русла (суммарно до 700 км) его средняя ширина достигает 4 км. В нижнем течении Касаи изобилует низменными островами, затопляемыми в период половодья. В нижнем течении разница в уровне воды в половодье и межень доходит до 3 метров. Разлив реки начинается с сентября — октября по апрель. Касаи судоходна на расстоянии 820 км вверх по течению от устья до пристани Илебо, а небольшие суда могут подниматься до пристани Дьекупунда; этот участок русла недоступен для судов с большей осадкой из-за обилия песчаных отмелей. Выше водопада Маи-Мунене расположен ещё один судоходный участок, вверх по течению до Мукумби.
К наиболее значительным притокам Касаи относятся (с востока на запад) реки Кванго, Вамба, Квилу, Лоанге, Лулуа и Санкуру. На реке находятся водопады Погге и Виссманн.
Расход воды у устья от 5000 до 20 000 м³/с, среднегодовой около 10 000 м³/с.

## Экология
На протяжении большей части русла, за исключением болотистых экваториальных лесов в нижнем течении, река протекает через саванну с господствующей растительностью, состоящей из деревьев родов Julbernardia и Brachystegia; русло окаймляют галерейные леса, в которых распространены такие виды, как Anthocleista vogelii, Mitragyna ciliata и Phoenix reclinata. Площадь, занимаемая галерейными лесами, возрастает по мере приближения к Конго. В болотистых местностях вдоль русла широко распространена масличная пальма Uapaca guineensis, а в глубоких долинах и оврагах — Mitragyna stipulosa и Sarcophrynium schweinfurthianum. В Касаи и реках её водосборного бассейна обитают многочисленные эндемичные виды рыб; в одной только 20-километровой реке Фва насчитывается 5 эндемичных видов цихлид.

## Экономическое значение
Развито рыболовство. В верхнем и среднем течении реки находится алмазоносный район Касаилунда. Крупнейший город на Касаи — Бандунду (ДРК).